# Vynálezce

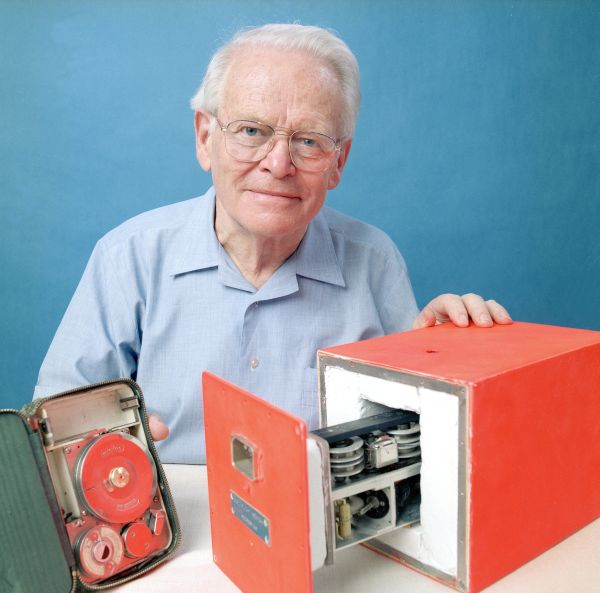
Dave Warren s prototypem Blackboxu

Vynálezce je člověk (fyzická osoba), který vytvořil (vynalezl) nějaký nový předmět nebo technický či technologický princip nebo metodu (technické řešení). Tento výtvor se nazývá vynález.
Obvykle se tímto pojmem označují lidé, kteří mají své vynálezy chráněny patentem, popř. jiným ochranným dokumentem v ČR užitným vzorem.